# Resanderanson

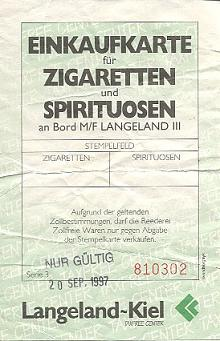
Tax Free ticket

Resanderanson är en gräns för hur stora kvantiteter av en vara man får föra in eller ut i/ur landet. Historiskt brukar framförallt varor som alkohol och tobak samt valuta vara belagda med restriktioner vid gränserna.

## Sverige

### Från annat EU-land till Sverige
Inom EU sker beskattning enligt huvudprincipen att skatten skall tas ut i det land där varan konsumeras. Det betyder att för en kommersiell införsel (för företag) av alkohol och tobak skall den svenska alkohol- respektive tobaksskatten betalas. De kan dra av det andra landets skatt.
För privatpersoners inköp för eget bruk gäller i stället regeln att skatten skall betalas i det land där varan köpts. En privatperson som köper alkohol och/eller tobak för privat bruk betalar alkohol/tobaksskatt vid inköpstillfället i det land personen handlar.

#### Villkor
Skattefri privatinförsel från annat EU-land är endast möjlig om:
- man själv handlar alkohol eller tobak i ett annat EU-land i syfte att använda dem för sitt eget bruk, det vill säga för sitt eget eller familjens behov, däremot får man inte handla åt en kamrat. Man får handla för att kunna bjuda vänner under en fest i hemmet, men inte ta betalt för varorna, inte ens inköpspriset.
- man personligen transporterar varorna (till exempel i sitt bagage) från det andra EU-landet till Sverige.

Observera att även gåvor som man fått under resan ingår i den skattefria privatinförseln. Alkohol får endast föras in av den som fyllt 20 år och tobaksvaror får endast föras in av den som fyllt 18 år.
Det finns områden varifrån man inte får införa varor skattefritt (oftast på grund av låg moms där), såsom Kanarieöarna och Åland.

#### Definitioner
- Spritdryck: alkoholhalten överstiger 22 volymprocent
- Starkvin: alkoholhalt överstiger 15, men inte 22 volymprocent
- Vin: annat vin än starkvin, samt annan alkoholdryck som överstiger 3,5, men inte 15 volymprocent och som inte är starköl.
- Starköl: öl med en alkoholhalt som överstiger 3,5 volymprocent.

#### Kvantiteter
Inom EU finns referensnivåer för bedömningen av om införseln är för privat bruk eller för kommersiellt ändamål. Brytpunkten mellan privat och kommersiell införsel ligger på följande nivåer:

##### Alkoholvaror
- Spritdrycker 10 liter
- Mellanprodukter, till exempel starkvin,  20 liter
- Vin 90 liter, varav högst 60 liter mousserande vin
- Öl 110 liter

##### Tobaksvaror
- Cigaretter 800 st
- Cigariller 400 st
- Cigarrer 200 st
- Röktobak 1 kg

Referensnivåerna är ett av flera hjälpmedel vid bedömningen av om införseln ska anses vara privat eller kommersiell, nivåerna är inte bindande gränser. De ska alltid användas tillsammans med de andra riktlinjerna. Införsel av 15 liter spritdryck är därför godtagbar privatinförsel, om syftet är att spriten ska användas till exempel vid en familjefest. Däremot är införsel av 5 liter spritdryck inte godtagbar privatinförsel om syftet är att spriten ska säljas på innehavarens restaurang, eller ges till en vän som betalar för det.
Före den 1 januari 2004 fanns resanderanson, som före EU-inträdet 1995 var 1 liter sprit, 2 liter vin och 2 liter öl från alla länder, förutom att vid resa på mindre än 24 timmar fick ingen alkohol alls tas in.

##### Övriga varor
Det är fritt från svensk tull och moms när man som privatperson inför varor från annat EU-land, både vid resa och med postpaket. Man måste dock ha betalt moms i inköpslandet.

### Från icke EU-land
Icke EU-land/område utanför EU:s punktskatteområde.

#### Villkor
Observera att alkoholvaror endast får föras in av den som fyllt 20 år och att tobaksvaror endast får föras in av den som fyllt 18 år.

#### Kvantiteter
Kvantiteterna kan variera beroende på från vilket land införseln sker.

##### Alkoholvaror
- Spritdrycker 1 liter eller starkvin 2 liter (inklusive mousserande vin)
- Vin 4 liter och
- Öl 16 liter

##### Tobaksvaror
- Cigaretter 200 st, eller
- Cigariller 100 , eller
- Cigarrer 50, eller
- Röktobak 250 g, eller
- ett proportionellt urval av dessa tobaksvaror.

En resande kan välja en mindre mängd cigaretter för att tullfritt kunna föra in även till exempel cigarrer. Man kan exempelvis föra in 100 cigaretter och 25 cigarrer. Observera att denna möjlighet inte finns på skatteområdet.
Det finns ingen mängdbegränsning för införsel av snus för eget bruk. Det finns dock ett maximalt värde på 4300 kr som inte får överstigas utan att tull och skatt måste betalas. I detta belopp ingår samtliga varor som införskaffats under resan inklusive den angivna mängden om 64 liter starköl.

## Mellan EU-länder
Det är liknande regler för införsel till andra EU-länder från ett EU-land. Man får vanligen köpa alkohol via postpaket och liknande frakt.

## Norge
Norge är inte del av EU och därmed inte med i varuskattesamarbetet som är grunden för principen att varorna beskattas där de köps. Därför måste varor beskattas vid införsel i Norge från alla andra länder, med undantag av följande mindre mängder:
- Sprit, likör etc över 22 % — 1 liter
- Vin mm 4,7 % - 22 % — 1,5 liter
- Öl över 2,5 %, alkoläsk (2,5-4,7%) — 2 liter

Spritkvoten kan bytas mot extra 1,5 liter vin eller öl.
Vinkvoten kan bytas mot extra 1,5 liter öl.
- 200 cigaretter; eller 250 gram tobaksvaror och 200 cigarettpapper.
- 10 kg köttvaror.

Värdet av alla varor man köpt utomlands och tar med sig (inkl alkohol, bensin, bilreservdelar mm) får högst vara NOK 6000.
Om man varit utanför Norge mindre än 24 timmar, får man bara ta med varor som är beskattade i ett EES-land. Alltså inte taxfree.
För inköp via internet som skickas till Norge, gäller att man alltid måste betala norsk moms, och i vissa fall tull, särskilt på matvaror.